# .vn
.vn és el domini de primer nivell territorial (ccTLD) del Vietnam. Des del 2003, l'empresa Dot VN té un acord amb el NIC vietnamita per promocionar el domini a l'estranger.

## Dominis de segon nivell
A banda de fer-ho directament al segon nivell, es poden fer registres al tercer per sota dels següents subdominis:
- com.vn: comercial
- biz.vn: negocis; equivalent a com.vn
- edu.vn:	educació i formació
- gov.vn: govern (central i local)
- net.vn: establiment i provisió de serveis en línia
- org.vn: organitzacions implicades en activitats polítiques, culturals i socials
- int.vn: organitzacions internacionals amb seu al Vietnam
- ac.vn: organitzacions i persones implicades en activitats de recerca
- pro.vn: organitzacions i persones implicades en camps molt especialitzats
- info.vn: organitzacions i persones implicades en la creació, la distribució, i el subministrament d'informació
- health.vn: organitzacions i persones implicades en activitats farmacèutiques i mèdiques
- name.vn: noms propis de particulars que tenen activitat a Internet
- mil.vn : organitzacions militars